# Cisma

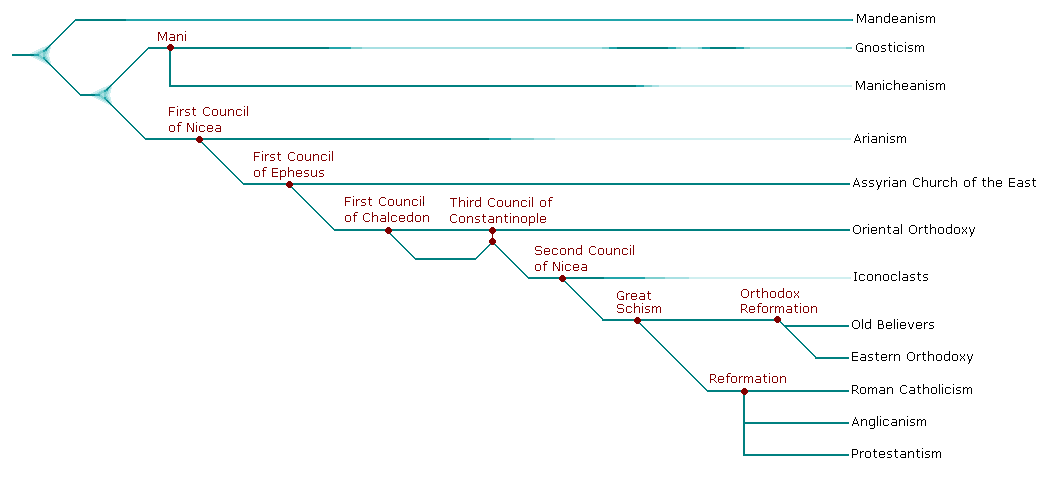
Gráfico de los principales cismas cristianos y sus Concilios asociados.

Un cisma (del latín schisma, y este del griego σχισμα, schisma, que significa ‘división’ o ‘separación’) es una ‘división o separación en el seno de una Iglesia o religión, o en un grupo o comunidad’. Por antonomasia, se habla del Gran Cisma de Occidente refiriéndose a la ruptura del año 1054 y a la del periodo comprendido entre 1378 y 1417, fechas en que hubo una ruptura de las Iglesias oriental y occidental, respectivamente. 
Entre los principales cismas se puede destacar:
- El cisma con la Iglesia copta y las otras Iglesias ortodoxas orientales, acusadas de ser monofisitas. Consecuencia del desacuerdo en el Concilio de Calcedonia (siglo V).
- El cisma de Oriente (siglo XI).
- El cisma de Occidente o cisma de Aviñón (siglo XIV).
- El cisma en la Iglesia ortodoxa rusa, o de los Viejos creyentes (siglo XVII).

Entre los católicos, se distingue a alguien que se ha separado, un cismático, de un hereje, que es quien persiste en el error en materia de fe; así, un cismático rompe la unidad de la Iglesia en su organización, pero no en la unidad de la fe.
Un cismático es una persona que crea o inicia un cisma en una organización o es un miembro de una organización cismática.
Cismático, como un adjetivo, se refiere a tendencias, ideas, políticas, etc. que llevan hacia o promueven el cisma, o describe una comunidad cristiana que se ha alejado de la Comunión de la Iglesia.

## Cristianismo

El desarrollo histórico de las principales ramas de la iglesia desde sus raíces.

Las palabras cisma y cismático han encontrado su mayor uso en la historia del cristianismo, para denotar divisiones dentro de una iglesia, denominación o cuerpo religioso. En este contexto, "cismático", como sustantivo, denota una persona que crea o incita el cisma en una iglesia o una persona que es miembro de una Iglesia escindida; como adjetivo, "cismático" se refiere a las ideas y actividades que se cree que conducen o constituyen el cisma, y en última instancia a la salida de lo que el usuario de la palabra considera que es la verdadera Iglesia cristiana. Estas palabras se han utilizado para denotar tanto el fenómeno de la escisión de grupos cristianos en general, como ciertas escisiones históricas significativas en particular.
Se puede hacer una distinción entre herejía y cisma. La herejía es el rechazo de una doctrina que una Iglesia consideraba esencial. El cisma es un rechazo a la comunión con las autoridades de una Iglesia, y no toda ruptura de la comunión tiene que ver necesariamente con la doctrina, como se desprende de ejemplos como el Cisma de Occidente y la ruptura de la comunión que existía entre el patriarca Bartolomé I de Constantinopla y el arzobispo Christodoulos de Atenas en 2004. Sin embargo, cuando por alguna razón las personas se retiran de la comunión, pueden resultar dos entidades eclesiásticas distintas, cada una de las cuales, o al menos algunos de sus miembros, pueden acusar a la otra(s) de herejía.
En el derecho canónico de la Iglesia católica, un acto de cisma, al igual que un acto de apostasía o de herejía, conlleva automáticamente la pena de excomunión sobre el individuo que lo comete. Tal y como se recoge en canon 1312 §1 1° del Código de Derecho Canónico de 1983, esta pena pretende ser medicinal, de manera que conduzca a la restauración de la unidad. La teología católica considera que los cismáticos formales están fuera de la Iglesia, entendiendo por "cismáticos formales" a "las personas que, conociendo la verdadera naturaleza de la Iglesia, han cometido personal y deliberadamente el pecado de cisma". Distinta es la situación, por ejemplo, de quienes han sido educados desde la infancia en el seno de un grupo que no está en plena comunión con la Roma, pero que tienen una fe ortodoxa: a éstos se les considera relacionados de forma imperfecta, aunque no plena, con la Iglesia. Este punto de vista matizado se aplica especialmente a las Iglesias del cristianismo oriental, más particularmente aún a la Iglesia ortodoxa. Si bien no poseen la "plena comunión" (communio in sacris) con la Iglesia católica, se las considera mucho más vinculadas a ella que las comunidades eclesiales protestantes, que tienen creencias teológicas marcadamente diferentes y rechazan el concepto de sucesión apostólica (con la excepción de los anglicanos, que, sin embargo, son considerados por la Iglesia católica como carentes de un sacerdocio válido).
El Primer Concilio de Nicea (325 d.C.) distinguió entre cisma y herejía. Declaró heréticas las enseñanzas arrianas y no trinitarias y excluyó a sus seguidores de la Iglesia. También abordó el cisma entre el Pedro de Alejandría y Melecio de Licópolis, considerando su disputa como una cuestión de disciplina, no de fe.
Las divisiones que llegaron a un punto crítico en los Concilios de Efeso (431 d.C.) y Calcedonia (451 d.C.) fueron considerados como asuntos de herejía, no sólo de cisma. Así, la Iglesia ortodoxa y la ortodoxia oriental se consideran mutuamente heréticas, no ortodoxas, debido al rechazo de la Confesión de Calcedonia sobre las dos naturalezas (humana y divina) de Cristo por parte de las Iglesias ortodoxas orientales y su aceptación por parte de la Iglesia ortodoxa. Sin embargo, este punto de vista ha sido cuestionado en la reciente discusión ecuménica entre estos dos grupos, clasificando el asunto de Calcedonia como una cuestión de cisma, no de herejía.
En su forma ampliada y definitiva (posiblemente derivada del Primer Concilio de Constantinopla en el año 381 aunque sólo se conoce por las Actas del Concilio de Calcedonia setenta años después), lo que comúnmente se llama el Credo de Nicea declara la creencia en la Iglesia Santa, Católica y Apostólica. Algunos que aceptan este credo creen que deben estar unidos en una sola Iglesia o grupo de Iglesias en comunión entre sí. Otros que aceptan este credo creen que no habla de una organización visible, sino de todos los bautizados que mantienen la fe cristiana, a los que se denomina "Cristiandad". Algunas iglesias se consideran a sí mismas como la Única Santa Iglesia Católica y Apostólica. Por ejemplo, la Iglesia católica reclama ese título y considera que la Iglesia ortodoxa está en cisma, mientras que la Iglesia ortodoxa también reclama ese título y sostiene la opinión de que la Iglesia católica es cismática. Algunas protestantes creen que también representan a la Única Santa Iglesia Católica y Apostólica y consideran que la Iglesia católica y ortodoxa están en el error, mientras que otras no esperan una unión de todas las iglesias de la tierra. Véanse también Iglesia verdadera única y Gran Apostasía.
Los grupos protestantes, que carecen de las estructuras de autoridad tradicionales más sólidas de (por ejemplo) el catolicismo o la ortodoxia, y que a menudo se ven desgarrados por las divisiones político-nacionales (a veces resultantes de cuius regio, eius religio), muestran un alto grado de fisibilidad, que los esfuerzos ecuménicos sólo pueden intensificar.
Los cismas se han producido con especial frecuencia entre los anabaptistas, hasta el punto de que las divisiones, incluso sobre detalles minúsculos de la doctrina y la teología, son comunes y los estudiosos han bautizado el fenómeno como Täuferkrankheit o "La enfermedad anabaptista". Enfatizando la membresía totalmente voluntaria en la iglesia, y sin una autoridad establecida de estructura jerárquica, los anabaptistas, especialmente los menonitas han experimentado docenas de cismas, resultando en el establecimiento de docenas de varias iglesias menonitas no afiliadas.
Una disputa actual con un reconocido riesgo de cisma para la Comunión anglicana involucra la respuestas a la homosexualidad.
En 2018 la ortodoxia oriental sufrió un cisma, el el cisma Moscú-Constantinopla 2018 entre la sede primada de la Ortodoxia Oriental, el Patriarcado Ecuménico de Constantinopla y la Iglesia Ortodoxa Rusa por la cuestión de que Constantinopla conceda la autocefalia a la Iglesia ortodoxa de Ucrania.

## Islam
Tras la muerte del profeta islámico Mahoma, han surgido muchas sectas musulmanas mediante escuelas de pensamiento, tradiciones y credos afines. Según un informe de hadith (recopilación de relatos de la vida y enseñanzas de Mahoma), se dice que Mahoma hizo la siguiente profecía: "Mi Ummah (Comunidad o Nación) se fragmentará en setenta y tres sectas, y todas ellas estarán en el fuego del Infierno excepto una". Los Sahaba (sus compañeros) le preguntaron qué grupo sería ese, a lo que respondió: "Es aquel al que yo y mis compañeros pertenecemos" (reportado en Sunan al-Tirmidhi Hadiz n.º 171).
Los musulmanes suníes, a menudo denominados Ahl as-Sunnah wa'l-Jamā'h o Ahl as-Sunnah, son las mayores escuelas y ramas islámicas del Islam. La palabra sunní proviene de la palabra Sunnah, que significa las enseñanzas y acciones o ejemplos de los profeta islámico, Mahoma; por lo tanto, el término suní se refiere a aquellos que siguen o mantienen la Sunnah de Mahoma. Los suníes creen que Mahoma murió sin nombrar a un sucesor para dirigir la Ummah (comunidad musulmana). Tras un periodo inicial de confusión, un grupo de sus compañeros más destacados se reunió y eligió a Abu Bakr, amigo íntimo y suegro de Mahoma, como primer Califa. Los suníes consideran que los cuatro primeros califas - Abu Bakr, Umar (`Umar ibn al-Jattāb), Uthman Ibn Affan, y Ali (Ali ibn Abu Talib) - como los al-Khulafā'ur-Rāshidūn o "Rashidun" (Los califas rectamente guiados). Los suníes creen que el cargo de califa puede ser elegido democráticamente, pero después de los cuatro primeros califas rectamente guiados el cargo se convirtió en un gobierno hereditario dinástico. No ha habido otro califa ampliamente reconocido desde la caída del Imperio Otomano en 1923.
El Islam chiita es la segunda escuela y rama islámica más importante del Islam. Los musulmanes chiitas creen que, al igual que el nombramiento de los profetas, los imanes después de Mahoma también son elegidos por Dios. Según los chiíes, Alí fue elegido por Alá y, por tanto, designado por Mahoma para ser el sucesor directo y el líder de la comunidad musulmana. Lo consideran el primer Imán chiita, que continuó como posición hereditaria a través de Fátima y los descendientes de Alí.
El sufismo es una forma de islamismo mística-ascética que practican tanto los musulmanes chiíes como los suníes. Algunos seguidores sufíes se consideran a sí mismos suníes o chiíes, mientras que otros se consideran sólo sufíes o con influencia sufí. El sufismo suele considerarse complementario al islam ortodoxo, aunque a menudo ha sido acusado por los salafi de ser una injustificada Bid'ah o innovación religiosa. Al centrarse en los aspectos más espirituales de la religión, los sufíes se esfuerzan por obtener una experiencia directa de Dios haciendo uso de "facultades intuitivas y emocionales" que hay que entrenar para utilizar. Se parte de la sharia (ley islámica), la exotérica o práctica mundana del Islam, y luego se inicia en el camino místico (esotérico) de una Tariqah (Orden sufí). (Orden sufí).
Jariyitas (lit. "los que se separaron") es un término general que abarca una variedad de sectas islámicas que, aunque originalmente apoyaban el califato de Alí, finalmente rechazaron su legitimidad después de que éste negociara con Mu'awiya durante la guerra civil islámica del siglo VII (Primera Fitna). Su queja era que el Imam debía ser espiritualmente puro, mientras que el compromiso de Alí con Mu'awiya comprometía su pureza espiritual y, por tanto, su legitimidad como imam o califa. Aunque quedan pocos grupos jarijitas o afines, el término se utiliza a veces para designar a los musulmanes que se niegan a transigir con aquellos con los que no están de acuerdo.

## Hinduismo
El Sringeri Matha, también llamada Tunga Sringeri Math se separó tras un cisma con el Koodli Sringeri Matha durante el siglo XVI, después del cual el Tunga Math ganó prominencia.
El Kanchi Math fue establecido originalmente como el Kumbakonam Mutt en 1821 por el rey Maratha de Thanjavur, Serfoji II Bhonsle, como una rama del Sringeri Mutt, uno de los cuatro Shankaracharya Maths cardinales de la corriente principal de la denominación Smarta. Se convirtió en una institución cismática cuando Tanjore y la Wodeyars de Mysore entraron en guerra entre sí. Se tiene constancia de que en 1839 el Kumbakonam Mutt solicitó permiso al recaudador inglés de Arcot para realizar el «kumbhabhishekham» del templo Kamakshi de Kanchipuram.
En 1842, la Compañía Británica de las Indias Orientales con sede en Fort William (Calcuta) nombró al jefe del mutt administrador único del templo Kamakshi. Las protestas de los sacerdotes tradicionales del templo Kamakshi están bien documentadas y conservadas. Por cierto, Fort William es también la primera logia Freemason de la India. Desde entonces, el Math ha mantenido relaciones cordiales con el Raj británico aunque el principal math de Sringeri se enemistó con la potencia colonial
Así pues, el Kanchi Mutt puede afirmar, en el mejor de los casos, que su origen se remonta a 1842.